# Valentiniano I
Valentiniano I (en latín, Valentinianus; 321 - 17 de noviembre de 375), también conocido como Valentiniano el Grande, fue emperador del Imperio romano de Occidente desde 364 hasta 375. Nació en Cibalis, en Panonia, hijo de Graciano el Viejo.

## Biografía

### Orígenes y ascenso
Empezó siendo oficial de la guardia de Juliano y Joviano y fue ascendiendo hasta los más altos cargos del servicio imperial. De rasgos robustos y apariencia distinguida, destacaba por su valor y gran capacidad militar. Fue elegido emperador cuando tenía 44 años por los oficiales del regimiento de Nicea, en Bitinia, el 28 de febrero de 364, y poco después nombró a su hermano Valente colega, con él, como emperador.

### Partición del imperio y reinado
Los dos hermanos acordaron en Naissus la partición del Imperio. Como emperador de Occidente, Valentiniano se quedó con Italia, Iliria, Hispania, Galia, Britania y África, dejando a Valente la mitad oriental de la Península Balcánica, Grecia, Egipto, Siria y Asia Menor hasta Persia. Su reinado fue sacudido por la revuelta de Procopio, un pariente de Juliano, a quien Valente logró derrotar en Tiatira (Lidia) en 366, y Procopio fue ejecutado poco después.
Durante el corto reinado de Valentiniano I hubo guerras en África, Germania y Britania, y Roma empezó a tener conflictos con pueblos bárbaros de los que se oía hablar por primera vez, como los burgundios, sajones o cuados.
La principal tarea del emperador consistía en vigilar las fronteras y dirigir las operaciones militares. Instaló su primer cuartel general en Milán, para apaciguar el norte de Italia. Al año siguiente, en 365, se instaló en Lutecia (París), y después en Durocortorum (Reims), para dirigir las operaciones de sus generales contra los alamanes.
Estos, derrotados en Scarpona (Charpeigne) y Catelauni (Châlons-en-Champagne) por Flavio Jovino, fueron expulsados a la orilla derecha del Rin y quedaron bien vigilados por una cadena de fuertes y destacamentos militares. Al final de 367 cruzaron por sorpresa el Rin, atacando y saqueando Mogontiacum (Maguncia). Valentiniano contraatacó en Solicinium y los derrotó pírricamente, pues las bajas en el ejército romano fueron tan numerosas que tuvo que abandonar la idea de continuar su campaña contra los alamanes.

### Últimos años

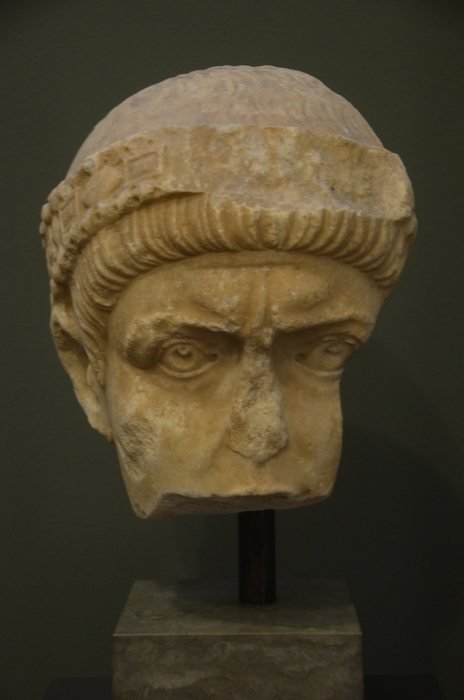
Fragmento considerablemente dañado de una estatua de Valentiniano I o de su hermano Valente. Se pueden observar rasgos parecidos con el rostro del Coloso de Barletta.

En 374, se firmó la paz con Macriano, rey de los alamanes, que desde entonces se convirtió en un fiel aliado de Roma. El siguiente año lo pasó Valentiniano organizando las defensas de la frontera del Rin, y supervisando personalmente la construcción de numerosos fuertes.
Durante su reinado las costas de la Galia fueron saqueadas por los piratas sajones, que junto con los pictos y los escotos asolaron Britania desde el muro de Adriano hasta la misma costa de Kent. En 368 Teodosio el viejo fue enviado para rechazar a los invasores. Al conseguirlo estableció una nueva provincia británica, llamada Valentia en honor del emperador.
En África se rebeló el príncipe Firmo, al que se le unieron muchos de los habitantes de la provincia, desesperados por la crueldad y las extorsiones a los que les sometía el gobernador militar Romanus. Se requirieron una vez más los servicios de Teodosio, que desembarcó en África con un pequeño grupo de veteranos. Firmo se suicidó para no ser hecho prisionero.

### Muerte
En 374 los cuados, una tribu germánica que habitaba en las actuales Moravia y Eslovaquia, incitados por la construcción de fuertes en lo que ellos consideraban su territorio y por el asesinato a traición de su rey Gabino, cruzaron el río y se instalaron en la provincia de Panonia. En abril del año siguiente el emperador entró en Iliria al frente de un numeroso ejército, pero durante una violenta audiencia con los embajadores cuados en Brigetio, sufrió un ictus cerebral, por lo que murió el 17 de noviembre de ese año. Sus dos hijos, Graciano el Joven y Valentiniano II heredaron conjuntamente el trono de Occidente. 

### Obra política

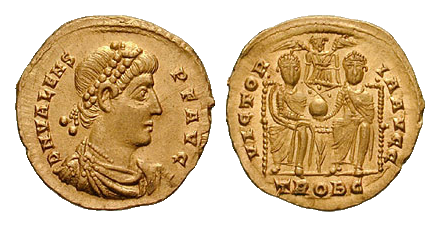
Solidus con la efigie de Valente 376. En el reverso, aparecen los dos emperadores hermanos (Valente y Valentiniano) aferrando ambos un orbe, símbolo de poder.

En términos generales su administración parece haber sido honesta y eficaz. Era duro y meticuloso en materia de impuestos, que invertía en la defensa y mejora de sus dominios, sin demasiados lujos ni despilfarros. Pasó de ser un soldado analfabeto a fundar escuelas en Roma, e incluso proporcionó atención médica a los pobres de la ciudad, designando un médico por cada uno de los catorce distritos en los que se dividía la ciudad.
En materia religiosa se consideraba cristiano ortodoxo, pero permitió la libertad total en materia religiosa entre sus súbditos. Hizo frente a los abusos (tanto civiles como eclesiásticos) cometidos por el clero, cada vez más rico e influyente. Su temperamento era el mayor defecto que tenía, pues era temeroso y se mostró excesivamente duro en el castigo de personas acusadas de brujería, adivinación o de practicar magia.

## Descendencia
De su primera esposa, Marina Severa, tuvo a Graciano el Joven (r. 367-383), que llegaría a ser emperador, y de su segunda mujer, Justina, viuda de Magnencio (r. 350-353), tuvo, entre otros a Flavio Valentiniano, que reinaría con el nombre de Valentiniano II (r. 375-392) y a Gala, que se desposó en 387 con Teodosio I (r. 379-395). Gala y Teodosio tuvieron una hija, llamada Gala Placidia, quien a su vez, se casó con el emperador Constancio III (r. 421) y fue madre del emperador Valentiniano III (r. 425-455).